# Pria dulcamarae

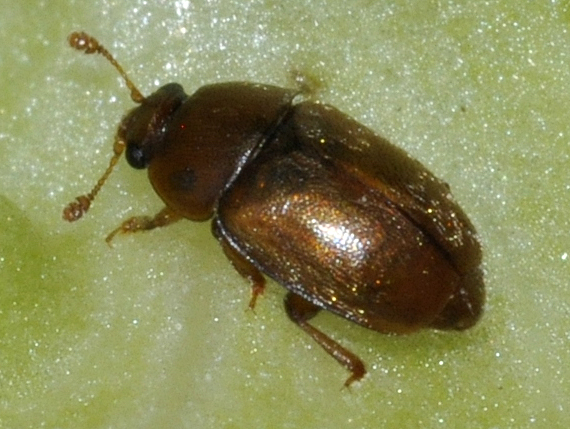

Pria dulcamarae ist ein Käfer aus der Familie der Glanzkäfer (Nitidulidae). Die Art wurde von Giovanni Antonio Scopoli 1763 als Laria dulcamarae erstbeschrieben. Das lateinische Art-Epitheton dulcamarae bedeutet „bittersüß“ und bezieht sich auf die Wirtspflanze der Käferart.

## Merkmale
Die Käfer sind 1,6–1,8 mm lang. Die länglich ovalen, flach gewölbten Käfer besitzen eine braune bis rotgelbe Grundfärbung. Um das Schildchen befindet sich meist eine größere dunkle Fläche. Metathorax (Hinterbrust) und Abdomen (Hinterleib) sind schwärzlich. Selbiges gilt häufig auch für die Fühlerkeule. Die Oberseite der Käfer ist sehr fein schagriniert. Die Fühlerkeule der Männchen ist viergliedrig, die der Weibchen ist dreigliedrig.

## Verbreitung
Neben Pria dulcamarae gibt es in Europa noch zwei weitere Arten der Gattung Pria, die jedoch nur im Südosten (Griechenland, Südrussland) vorkommen. Pria dulcamarae ist in Europa weit verbreitet. Die Art fehlt offenbar auf der Irischen Insel. Weiterhin reicht das Verbreitungsgebiet bis nach Afrika (auch Afrotropis) und in die östliche Paläarktis.

## Lebensweise
Die Larven von Pria dulcamarae entwickeln sich in den Blütenknospen des Bittersüßen Nachtschattens (Solanum dulcamara), ein giftiger Halbstrauch. Man beobachtet die Käfer von Mitte April bis Mitte Oktober, meist an gelb blühenden Pflanzen, insbesondere im Herbst an Goldruten. Typische Lebensräume der Art bilden Ruderalflächen, Wiesenraine und Sumpfwiesen.